# エマヌエル・ブーフマン
エマヌエル・ブーフマン (Emanuel Buchmann 1992年11月18日ラーヴェンスブルク - )はドイツの自転車競技選手。2015年のドイツ選手権ロードレースのチャンピオン。「ブッフマン」とも表記される。

## 主な戦績
2010
ロンド・ファン・フラーンデレンジュニア 9位
2012
ツール・ド・アゼルバイジャン 総合6位
2014
en:Okolo Jiznich Cech 総合3位
区間1勝（第3ステージ）
ツール・ド・ラヴニール 総合7位
ツール・ド・アゼルバイジャン 総合8位
2015
1st  ドイツ選手権ロードレース　優勝
ジロ・デル・トレンティーノ 区間1勝（第1ステージ、チームタイムトライアル）
2016
ジロ・デル・トレンティーノ 総合8位
2017
トロフェオ・セラ・デ・トラムンターナ 6位
ツアー・オブ・ジ・アルプス 総合7位
ブエルタ・ア・ムルシア 10位
クリテリウム・デュ・ドーフィネ  ヤングライダー賞
2019
トロフェオ・アンドラッチ・リュセタ 優勝
イツリア・バスク・カントリー 総合3位 区間1勝（第5ステージ）
2020
トロフェオ・セラ・デ・トラムンタナ 優勝
2023
 ドイツ選手権ロードレース 優勝

### グランツールの総合成績
| グランツール               | 2015 | 2016 | 2017 | 2018 | 2019 | 2020 | 2021 | 2022 | 2023 |
| -------------------------- | ---- | ---- | ---- | ---- | ---- | ---- | ---- | ---- | ---- |
| ジロ・デ・イタリア         | —    | —    | —    | —    | —    | —    | DNF  | 7    | —    |
| ツール・ド・フランス       | 83   | 21   | 15   | —    | 4    | 38   | 33   | —    |      |
| ブエルタ・ア・エスパーニャ | —    | —    | 64   | 12   | —    | —    | —    | —    |      |